# Jay Dee Daugherty
Jay Dee Daugherty (nacido 21 de marzo de 1952) es un batería estadounidense y compositor conocido por su trabajo con Patti Smith, apareciendo en todos sus álbumes en solitario. Como miembro de Patti Smith Group, ha sido nominado dos veces para entrar en el Salón de la Fama del Rock.

## Biografía
Jay Dee Daugherty se trasladó a Nueva York en 1974, donde fundó la banda Mumps junto a sus amigos de la escuela Lance Loud y Kristian Hoffman. Comenzó a tocar con Patti Smith en 1975 después de un corto período ejerciendo como su técnico de sonido. Durante la pausa tomada por Smith para recuperarse de una caída de un escenario, ayudó al periodista musical Lester Bangs formar una banda con el guitarrista Robert Quine. También produjo el primer sencillo de 7" de la banda, además del sencillo debut de la banda Mars.
Después de la separación de Patti Smith Group en 1979, Daugherty giró y tocó en todos los proyectos en solitario de Tom Verlaine. Tocó y grabó con artistas como Willie Nile, The Roches, The Beat, Richard Barone, Holly Beth Vincent y Richard Lloyd o Billy Idol, Mark Knopfler, Washington Squares, Joey Ramone y otros artistas de Nueva York. La banda Indigo Girls reclutó a Daugherty para tocar en su álbum debut Indigo Girls. Se trasladó a Sídney, donde fue miembro de la banda The Church entre 1990 y 1993.
Desde la vuelta de Patti Smith en 1995, Daugherty volvió a tocar con ella, componer y coproducir.